# الطاقة المتجددة في آسيا
بالنسبة للطاقة الشمسية، تمتلك آسيا الجنوبية المزيج المثالي من التعرض الكبير للأشعة الشمسية والكثافة الكبيرة للزبائن المُحتَملين.
تستطيع الخلايا الشمسية الرخيصة جلب الكهرباء إلى مجموعة كبيرة من سكان شبه القارة الذين لا يزالون يعيشون خارج نطاق الشبكة، ما يجنبهم الحاجة لتركيب خطوط الشبكة الكهربائية المكلفة. وبما أن تكاليف الطاقة المُستَهلكة من أجل التحكم بالحرارة تؤثر بشكل مباشر في كثافة طاقة منطقة ما، ومتطلبات حمل التبريد تتوافق تقريبًا مع شدة الشمس، قد يبدو التبريد من أشعة الشمس الشديدة منطقيًا تمامًا بالنسبة لاقتصاد الطاقة في شبه القارة.

## الطاقة المتجددة حسب البلد

### بنغلادش
في بنغلادش، تُعتّبر الكتلة الحيوية والطاقة المائية والطاقة الشمسية المصادر الأساسية للطاقة المتجددة وتُشكِّل هذه المصادر سويّةً حوالي 60% من إمدادات الطاقة الرئيسية في البلاد. يُستخدم عدد من أنظمة الطاقة الشمسية المنزلية في المنازل في أرجاء البلاد. استخدام الطاقة الشمسية على هذا النطاق مُحتمل ومفيد جدًا حيث لا يُتاح لنسبة 60% وأكثر من البلاد الوصول إلى شبكة الكهرباء الرئيسية. يدعم البنك الدولي برنامجًا يهدف إلى توفير الطاقة الشمسية لكمية أكبر من سكان بنغلادش، كجزء من مشروع تطوير الطاقة المتجددة وتزويد الريف بالكهرباء (REREDP)، والذي يدعم أنظمة الطاقة الشمسية.
يستطيع نظام طاقة شمسية منزلي نموذجي تزويد ما بين اثنين إلى ثمانية مصابيح طاقة منخفضة الطاقة، بالإضافة إلى مقبس للتلفاز أو الراديو أو شاحن البطارية، ووحدة شحن الهاتف الجوال كذلك. يتكون كل نظام من لوح ضوئي جهدي، مُركَّب على سطح المنزل. والذي يزود حسب حجمه ما بين 40 واط و135 واط من الكهرباء في وضح النهار (50 واط هو الأكثر شيوعاً).
تُعد غرامين شاكتي أكبر المنظمات في بنغلادش التي تركب الأنظمة الشمسية المنزلية (SHS) في الريف. الشركات الأخرى التي تعمل على أنظمة شمسية منزلية والمستندة إلى الطاقة الشمسية مُشابهة هي مؤسسة الخدمات الريفية (RSF) وبراك وهيلفولفوجال وغيرها. يتم تقليد هذا النموذج من الأنظمة الشمسية المنزلية المستندة إلى التمويل الصغير في أنحاء أخرى من العالم كنموذج عمل ناجح.
رايهمافروز هو مزود رئيسي للبطاريات الشمسية عالية الجودة ومكونات شمسية أخرى للبرنامج. وقد كانت راهيمافروز المحدودة للطاقة المتجددة (RRE) رائدةً في تركيب الأنظمة المرتكزة على الطاقة الشمسية ومضخات المياه للري ومياه الشرب النقية والسخانات المائية ومصابيح الشوارع والحلول السلكية واللاسلكية المستندة على الطاقة الشمسية إلى منظمات عديدة. إنهم يعملون بشكل وثيق مع المنظمات الحكومية المناسبة على تركيب ثلاجات طبية مستندة إلى الطاقة الشمسية التي تزود علاجات طارئة منقذة للحياة في المناطق الريفية خارج نطاق الشبكة.
تقوم شركة تدعى بالتكنولوجيا الرقمية بالبحث والتطوير في المنتجات الكهروضوئية الشمسية كإنارة اللوحات الشمسية وأنظمة ذات شبكة صغيرة للري وغيرها.

### الصين
هناك الآن في الصين ستة معامل تنتج على الأقل 2 غيغا واط في السنة من الخلايا الكهروضوئية فردية التبلور ومتعددة التبلور وغير المتبلورة. تتضمن هذه المعامل شركة الطاقة الشمسية لعصبة كوسوفو الديمقراطية LDK Solar Co، شركة وكسي صنتيك المحدودة للطاقة الشمسية، والتي تنتج 50 ميغا واط في السنة تقريبًا من الخلايا الشمسية والوحدات الكهروضوئية؛ مصنع يونان للأجزاء شبه الموصلة، والذي يصنع تقريبًا 2 ميغا واط في السنة من الخلايا فردية التبلور؛ مصنع بودنغ ينغلي لوحدات الطاقة الشمسية، والذي يصنع تقريبًا 6 ميغا واط في السنة من الوحدات والخلايا متعددة التبلور؛ معمل شانغهاى جياودا غوفي لبطاريات الطاقة الشمسية، والذي يصنع تقريبًا 1 ميغا واط في السنة من الوحدات؛ وشركة شانغهاي المحدودة للعلوم والتكنولوجيا الكهرضوئية، والتي تصنع تقريبًا 5 ميغا واط في السنة من الوحدات.
أصبحت الصين رائدًا عالميًا في تصنيع التكنولوجيا الكهروضوئية الشمسية، مع امتلاك شركاتها الست في مجال الطاقة الشمسية قيمة مجتمعة بما يقدر بـ 15 مليار دولار أميركي. تم إنتاج ما يقارب 820 ميغا واط من الطاقة الكهروضوئية الشمسية في الصين عام 2007، في المرتبة الثانية بعد اليابان. شركة صنتيك لمخزون الطاقة مقرها في جيانغسو، وهي ثالث أكبر مزود للخلايا الضوئية في العالم.
تواجه الصين بعض العقبات في وجه زيادة التطوير في قطاع الطاقة الشمسية الصيني. تتضمن هذه العقبات خطة كهروضوئية وافية لجميع أنحاء البلاد، الافتقار إلى المنشئات المحدثة والموارد المالية الوافية لدعم الأبحاث الكهروضوئية في مراكز الأبحاث، فشل الشركات في إنتاج منتجات كهروضوئية رخيصة وموثوقة وعالية الجودة، وفرص التعليم والتدريب الضعيفة نسبيًا في الصين فيما يخص العلوم والتكنولوجيا الكهروضوئية.
تم إضافة ما يقارب 50 ميغا واط من قدرة الطاقة الشمسية المركبة في 2008، أكثر من ضعف الـ 20 ميغا واط في 2007، ولكن لا تزال قيمة قليلة نسبيًا. كما تشير بعض الدراسات، إلى أنه قد يصل الطلب على وحدات طاقة شمسية جديدة في الصين إلى 232 ميغا واط كل عام منذ الآن إلى 2012. أعلنت الحكومة عن خطة لرفع القدرة المركبة إلى 1,800 ميغا واط بحلول عام 2020.
إذا نجحت الشركات الصينية في تطوير وحدات طاقة شمسية موثوقة ورخيصة الثمن، لن تتبقَّ هناك أي حدود بالنسبة لدولة تريد تقليل اعتمادها على واردات الفحم والنفط بالإضافة إلى الضغط على البيئة عن طريق استخدام الطاقة المتجددة.
في عام 2009 كان محور خطط حكومة PRC هو برنامج المحاكاة «الشمس الذهبية» المُعلَن مؤخرًا. ستدفع وزارة المالية تحت هذا البرنامج نصف تكاليف البناء الإجمالية لمحطة طاقة شمسية ضمن نطاق الشبكة، بما في ذلك مصاريف النقل. كما ستقدم وزارة المالية مساعدات مالية تصل إلى 70% من أنظمة توليد طاقة كهروضوئية مستقلة في المناطق المنعزلة. عمدت الحركة القوية من قبل الحكومة إلى تشجيع المزيد من مشاريع الطاقة الشمسية بهدف زيادة سعة الطاقة الشمسية الحالية، والتي وصلت إلى كمية قليلة هي 40 ميغا واط في 2008. حيث تهدف الحكومة إلى زيادة سعة الطاقة الشمسية في الصين إلى 20 غيغا واط بحلول عام 2020، سيتيح ذلك فرصَا كثيرة لمصنعي خلايا ووحدات الطاقة الشمسية. سيتوقع بسبب ذلك الكثير من الأطراف الفاعلة في صناعة الطاقة الشمسية فرصًا للاستفادة من برامج الحكومة خصوصًا مصنعي الخلايا الشمسية. مع الأمل في زيادة في الطلب المحلي، كانت تجري بعض التطويرات الجديدة في هذه المنطقة، مثل إنتاج تكنولوجيا أنويل المحدودة وهي شركة سنغافورية مسجلة تمتلك مصنعًا للخلايا الشمسية خاصًا بها في الصين لأول لوحة شمسية ذات غشاء رقيق مع خطوط إنتاج مطورة خاصة بها في أيلول عام 2009.
تبعًا للخطاب الذي ألقاه الرئيس الصيني هو جينتاو في مؤتمر الأمم المتحدة المعني بالمناخ الذي عُقِد في الثاني والعشرين من أيلول عام 2009 في نيويورك، سوف تكثف الصين الجهود وتتبنى خططًا طموحة لزرع غابة مساحتها كافية لتغطي مساحة بحجم النرويج وتستخدم 15 بالمئة من طاقتها من الموارد المتجددة بظرف عقد من الزمن.

### الهند
تمتلك الهند كلًا من الكثافة السكانية الهائلة والتعرض الكبير للأشعة الشمسية، مزودة بذلك مزيجًا مثاليًا بالنسبة للطاقة الشمسية في الهند. لا تملك معظم البلاد شبكة طاقة كهربائية، لذا كانت أحد أول تطبيقات الطاقة الشمسية هي ضخ المياه، للبدء باستبدال مضخات المياه العاملة بالوقود التي عددها ما بين أربعة إلى خمسة ملايين، وتستهلك كل منها حوالي 3,5 كيلو واط، والإنارة خارج نطاق الشبكة. تم اقتراح بعض المشاريع الضخمة، وتم تخصيص 35,000 كيلومتر مربع من صحراء ثار لمشاريع الطاقة الشمسية، وهي كافية لتوليد ما بين 700 إلى 2,100 غيغا واط.
ربح البرنامج الهندي لقروض الطاقة الشمسية المدعوم من قبل البرنامج البيئي للأمم المتحدة جائزة الطاقة العالمية أو الجائزة العالمية للاستدامة بسبب مساعدته في إنشاء برنامج تمويل المستهلكين بأنظمة الطاقة الشمسية المنزلية. خلال فترة ثلاث سنوات تم تمويل أكثر من 16,000 نظام للطاقة الشمسية المنزلية عبر 2,000 فرع مصرفي، خصوصًا في المناطق الريفية في جنوب الهند حيث لا تصل شبكة الطاقة الكهربائية.